# Hans Ludolf von Kotze
Hans Ludolf von Kotze (* 11. April 1876 in Klein Oschersleben; † 21. Januar 1952 in Groß Germersleben) war ein deutscher Verwaltungsbeamter.

## Leben
Hans Ludolf von Kotze studierte Rechtswissenschaften an der Georg-August-Universität Göttingen. 1895 wurde er Mitglied des Corps Saxonia Göttingen. Nach Abschluss des Studiums absolvierte er ein Referendariat. 1906 bestand er das 2. Staatsexamen für den preußischen Staatsdienst und wurde als Regierungsassessor bei der Bezirksregierung Bromberg tätig. 1913 wurde er zum Landrat des Landkreises Neuhaldensleben ernannt. Während des Ersten Weltkriegs war er Rittmeister der Reserve beim aktiven Königs-Ulanen-Regiment und anschließend beim Oberkommando der II. Armee, bis er auf seinen Landratsposten zurückberufen wurde. Dieses Amt hatte er bis zu seinem Ausscheiden aus dem Staatsdienst 1919 inne.
In der Folgezeit lebte er in Klein Oschersleben. Er war verheiratet mit Charlotte geb. Prinzessin zu Sayn-Wittgenstein-Berleburg. Der Verwaltungsbeamte Hans Peter von Kotze war sein Bruder.